# Bistra
Bistra je općina u Hrvatskoj. Nalazi se u Zagrebačkoj županiji.

## Zemljopis
Bistra se nalazi sa sjeverne strane Sljemena, podno Medvednice. Udaljena je 22 km od Zagreba.  Prostire se na 52,75 km2.

## Stanovništvo
Općina Bistra ima 6444 stanovnika, a prosječna gustoća naseljenosti ove male općine je 130,24 stanovnika/km2 (podaci od 31. siječnja 2006. )
Po popisu stanovništva iz 2021. godine općina Bistra imala je 6444 stanovnika, raspoređenih u 6 naselja:
- Bukovje Bistransko – 370
- Donja Bistra – 1455
- Gornja Bistra – 1671
- Novaki Bistranski – 812
- Oborovo Bistransko – 882
- Poljanica Bistranska – 1254

| broj stanovnika | 2154  | 2554  | 2836  | 3228  | 3891  | 4557  | 4531  | 4884  | 5263  | 5217  | 5157  | 5021  | 5177  | 5512  | 6098  | 6632  | 6444  |
|                 | 1857. | 1869. | 1880. | 1890. | 1900. | 1910. | 1921. | 1931. | 1948. | 1953. | 1961. | 1971. | 1981. | 1991. | 2001. | 2011. | 2021. |

### Nacionalni sastav, 2021.
- Hrvati – 6240 (96,83 %)
- Srbi – 14 (0,22 %)
- Slovenci – 3 (0,05 %)
- Nijemci – 3 (0,05 %)
- Česi – 4
- Rusi – 2
- Albanci – 2
- Bošnjaci – 9
- Crnogorci – 2
- Mađari – 3
- ostali – 17 (0,26 %)
- neopredijeljeni – 23 (0,36 %)
- nepoznato – 102 (1,58 %)

## Uprava
Vijeće općine ima 13 članova. Općinski načelnik je Karlo Novosel. Mandat članova Općinskog vijeća Općine Bistra traje 4 godine. Zajedničke stručne službe Općine Bistra organizirane su u jedinstveni upravni odjel.
Administrativno sjedište općine Bistra je Poljanica Bistranska.
Dan Općine Bistra je 6. prosinca Dan Svetoga Nikole, zaštitnika župe Bistra.

## Poznate osobe
- Mihael Mikić, hrvatski nogometaš

## Spomenici i znamenitosti
Najveća znamenitost je dvorac Oršić u Gornjoj Bistri. Sagradio ga je oko 1773. grof Krsto II Oršić. Dvorac je trokrilno, jednokatno zdanje s ovalnom dvoranom u središnjoj osi kata i kapelom u južnom krilu. Ovalna dvorana oslikana je zidnim slikama mitološkog sadržaja iz 1778. godine, s likovima Venere, Jupitera i Kronosa. U kapeli su također očuvane zidne slike te izvorni barokni inventar. Svojim izgledom i oblikovanjem, dvorac je jedan od najznačajnijih baroknih spomenika Hrvatske. Smješten je usred razrušenog baroknog perivoja. U drugoj polovini 20. stoljeća, dvorac je dobio namjenu; u njemu je smještena Specijalna bolnica za kronične dječje bolesti.

## Obrazovanje
Na području općine Bistra postoje 3 osnovne škole.

## Kultura
KUD Bistra, njegovatelj starih bistranskih običaja i tradicije.

## Šport
U mjestu djeluju nogometni, hrvački i streljački klub.
Izvrsne rezultate i kvalitetnu momčad imaju veterani nogometnog kluba Bistra. Osvajači su 2 prvenstva (2004. i 2005. god.), sudionici dvaju finalna razigravanja na razini Zagrebačke županije, te jednom sudionici završnog turnira prvenstva Hrvatske (Bizovačke toplice 2005.).
Trenutno u momčadi veterana igra veliki broj poznatih igrača koji su godinama igrali u visokim razinama natjecanja u bivšoj i sadašnjoj državi.

## Vanjske poveznice
- Službene stranice Općine Bistra
- Specijalna bolnica za kronične dječje bolesti Gornja Bistra  Arhivirana inačica izvorne stranice od 14. lipnja 2006. (Wayback Machine)
- Internet stranice KUD-a Bistra KUD BISTRA  Arhivirana inačica izvorne stranice od 13. rujna 2017. (Wayback Machine)
- Skijaški klub Bistra  Arhivirana inačica izvorne stranice od 10. ožujka 2016. (Wayback Machine)